# Battaglia del fiume Urbicus
La battaglia del fiume Urbicus fu combattuta il 5 ottobre 456 tra l'esercito dei Visigoti, comandato dal re Teodorico II e quello dei Suebi, nei pressi del fiume Urbicus (Órbigo), a dodici miglia da Astorga, in Hispania (moderna Spagna). La sconfitta dei Suebi segnò l'inizio del loro lento ma inarrestabile declino e del potere visigoto in Spagna.

## Battaglia
I Suebi presero l'abitudine di saccheggiare i territori dell'Impero romano d'Occidente in Galizia. Nel 455, l'imperatore romano Avito inviò il comes Frontone presso il re suebo Rechiaro, intimandogli di interrompere le incursioni e di rispettare gli accordi; questa richiesta fu sostenuta, con una seconda ambasciata, anche da Teodorico II, re dei Visigoti, il quale occupava con la sua corte Tolosa ed era alleato di Avito.
In risposta agli inviti a rispettare gli accordi con l'Impero, Rechiaro ordinò l'occupazione della Hispania Tarraconensis. Teodorico penetrò in Hispania con il proprio esercito, rafforzato dai Burgundi di Gundioco e dai Franchi di Chilperico e sconfisse le forze suebe in battaglia nei pressi del fiume Urbicus. Successivamente, il re visigoto occupò la città di Bacara, dove il comes Asterio aveva appena sconfitto e massacrato i Vandali di Genserico e mise a morte Rechiaro.